# Party Like a Russian
«Party Like a Russian» — пісня британського співака Роббі Вільямса, яка була випущена як головний сингл його одинадцятого студійного альбому The Heavy Entertainment Show (2016). Пісня була опублікована у Великій Британії 30 вересня 2016 року й написана Роббі Вільямсом, Гаєм Чемберсом та Крісом Гітом. Приспів композиції містить семпл «Монтеккі й Капулетті» Сергія Прокоф'єва.

## Значення

### Передумови
В електронному листі, який з'явився внаслідок Зламу пошти Суркова — оприлюднення даних електронної пошти приймальні Владислава Суркова українськими кібер-активістами — повідомлялося, що російський бізнесмен Роман Абрамович найняв Вільямса для проведення новорічного обіду для найближчого оточення президента Путіна. Вечірка відбулася в Москві у 2014 році і, схоже, стала натхненням для створення «Party Like a Russian».

### Текст
Ця пісня є відбиттям ідеї російського безтурботного «гульбищинського» життя. Вільямс сказав: 
«Частиною британської ідентичності є те, що ми всі віримо, що є найкращими у влаштуванні вечірок, більшість націй так думають про себе… але не існує іншої такої вечірки, як російська».
Загалом у тексті пісні йдеться про російських олігархів, які витрачають величезні суми грошей за кордоном на шкоду російському народу, причому велика частина цих грошей йде на безглузді яхти та інші ексцеси. Вільямс співає: 
«Я ставлю банк у машину,
Всередину літака, всередину човна
Потрібна половина західного світу

Просто щоб тримати мій корабель на плаву».

## Кліп
Відеокліп на пісню висміює гедоністичні вечірки російської еліти. Він викликав критику за представлене стереотиповане зображення російської культури. Так, у кліпі Вільямс співає про лідера, який «зменшує гроші цілої нації, бере гроші й будує власну космічну станцію», і додає: «Немає спростування чи суперечки — я сучасний Распутін», а жінки, одягнені як балерини, танцюють навколо співака.

### Критика
Російський державний телеканал «Вести» показав спеціальний фрагмент відео, зазначивши, що тема росії — це все, що могло врятувати співака, чия популярність «останніми роками ставала не реальністю, а спогадом».
Таблоїдна газета Life опублікувала «експертний огляд», в якому стверджується, що Вільямса більше ніколи не запросять виступати в країні, оскільки, по-перше, співак висміює саме тих, хто його «оплачував його виступи», а по-друге, росіяни можуть пробачити подібний гумор і самоглузування лише «своїм», але аж ніяк не іноземцям.
Роман Попков, працівник олігарха у вигнанні Михайла Ходорковського, сказав, що вважає відео «лайном, бо воно передає дрібну, вульгарну російську еліту, що не має нічого спільного з естетикою, красою чи романтикою».
Після припущень про те, що пісня косо критикує президента росії володимира путіна, Вільямс поспішив повідомити шанувальникам у Twitter, що пісня «безперечно не про містера Путіна», і зазначив, що вона лише підкреслює той факт, що «росіяни — до смішного хороші веселуни».
Російський співак Юрій Лоза оцінив цю пісню більш позитивно, зазначивш: «Що Вільямс показав такого? У чому перегнув? Що ми можемо запросити балет? Так, (олігархи) можуть найняти будь-який балет та оркестр!»; «це посередня вечірка навіть не для олігарха, а для чиновника середньої ланки». Політична діячка Марія Баронова сказала, що відео вдало стереотипує невелику частину російського суспільства: «сьогоднішня еліта задоволена зображенням».

## Чарти
| Чарти (2016)                       | Позиція |
| ---------------------------------- | ------- |
| Австрія (Ö3 Austria Top 40)        | 39      |
| Бельгія (Ultratop 50 Flanders)     | 18      |
| Велика Британія (OCC, Singles)     | 68      |
| Велика Британія (OCC, Download)    | 23      |
| Італія (FIMI)                      | 42      |
| Німеччина (Official German Charts) | 72      |
| Словаччина (Rádio Top 100)         | 38      |
| СНД (TopHit)                       | 181     |
| Угорщина (Rádiós Top 40)           | 12      |
| Угорщина (Single Top 40)           | 30      |
| Франція (SNEP)                     | 66      |
| Швейцарія (Schweizer Hitparade)    | 45      |
| Шотландія (OCC)                    | 19      |